# Исакович, Самойло Исаакович
Само́йло (Самуи́л) Исаа́кович Исако́вич (1 [13] июля 1858, Одесса, Херсонская губерния — 21 августа [3 сентября] 1910, Одесса, Херсонская губерния) — городской и общественный деятель Одессы, оратор, библиофил и благотворитель.

## Биография
Родился 1 (13) июля 1858 года в Одессе в интеллигентной караимской семье потомственного почётного гражданина Исаака Соломоновича Исаковича и его жены Бикеч. Имел сестру Софию (Султан). В семилетнем возрасте был отдан в английский пансион Ранделя, где обучался английскому, французскому и итальянскому языкам. Затем поступил в Одесское коммерческое училище, директором которого в то время был педагог Р. В. Орбинский. В годы учёбы стал писать стихи и драмы, основал детский журнал. В 1877 году окончил коммерческое училище и, вопреки воле отца, поступил в Дрезденский политехникум, где пробыл два семестра и перевёлся в Императорское Московское техническое училище. За полгода до выпуска приехал в Одессу на Рождество, где застал больную мать и смерть отца. В связи с этим, став единственным кормильцем в семье, вынужден был покинуть училище и заняться делами оставленной после смерти отца водолечебницы.
В 1891 году утверждается почётным попечителем Одесской мужской прогимназии. В 1892 году 29-летний Самойло Исакович был избран гласным Одесской городской думы, на должности которого находился несколько четырёхлетий подряд. Во время свирепствовавшей в Одессе чумы 1901—1902 годов как председатель 2-го Александровского санитарного попечительства приложил много сил для борьбы с эпидемией. Также являлся защитником муниципализации городских предприятий, состоял секретарём комиссии по разработке вопроса о городской милиции, был членом одесского отдела Императорского технического общества, одним из устроителей и членом распорядительного комитета Одесской промышленной (фабрично-заводской, сельскохозяйственной и художественной) выставки 1910 года. По политическим убеждениям примыкал к конституционным демократам.

Гласный Одесской городской думы Самойло Исакович

Являлся активным участником караимской общественной жизни: был избран почётным попечителем одесского караимского училища, был учредителем Одесского караимского благотворительного общества «Куппат Аниим», занимая в нём несколько лет должности председателя и секретаря. Первым пожертвовал 500 рублей на антропологические исследования караимов, но в то же время не стал финансировать учреждение Александровского караимского духовного училища в Евпатории, считая его «мертворождённым плодом». В 1881 году выступил одним из инициаторов создания «Общества вспомоществования недостаточной учащейся караимской молодежи», основной целью которого было оказание помощи всем караимам, которые обучались или собирались обучаться в учебных заведениях. В 1893 году в Одессе опубликовал составленную им же брошюру под заглавием «Два слова о караимах  по поводу караимской комнаты г-жи Р. С. Исакович» с некоторыми сведениями по караимской этнографии. Имел обширную библиотеку, состоящую из более чем 10 тысяч томов. За период с 1892 по 1910 год принёс в дар Одесской городской публичной библиотеке боле пятисот томов. Владел несколькими европейскими языками: французским, немецким, английским и итальянским.

### Смерть
Около часа ночи 19 августа (1 сентября) 1910 года Исакович в компании знакомых возвращался с одесской выставки. Взбесившаяся лошадь поднялась на дыбы и понесла. Исакович на Канатной улице вылетел с дрожек на мостовую и сильно ударился головой. Был помещён в евангелическую больницу, где скончался, не приходя в сознание. Незадолго до гибели проходил лечение от сахарного диабета в Карлсбаде. Похороны состоялись 23 августа (5 сентября) 1910 года на одесском караимском кладбище.

## «Бани Исаковича»

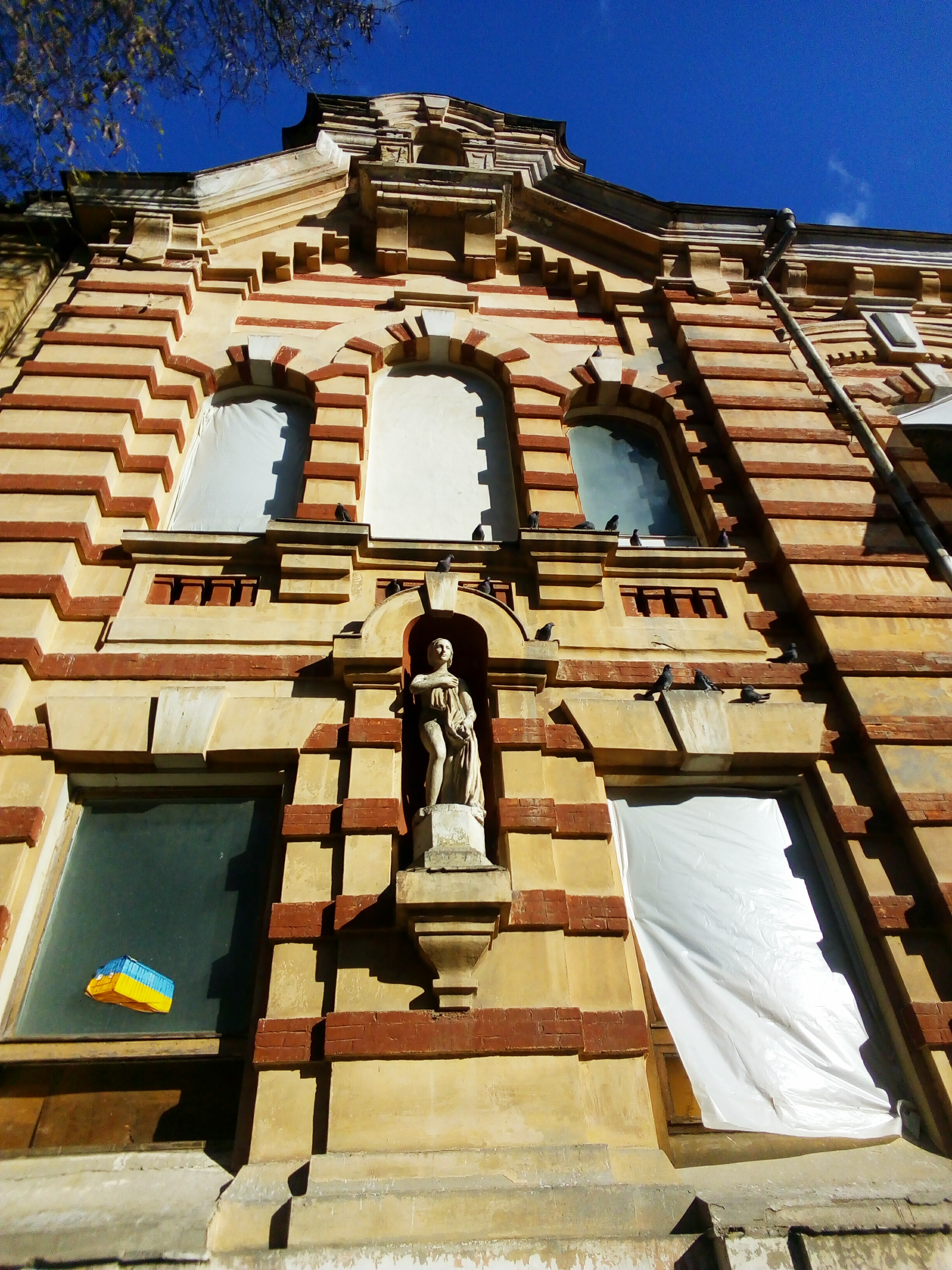
Здание бывших баней Исаковича на ул. Кузнечной, 57

Некогда знаменитое в Одессе гидропатическое заведение было основано в 1867 году отцом Самойло Исаковича в доме Абрама Эгиза по ул. Преображенской, 45, перестроенном под водолечебницу в 1876 году архитектором А. А. Омарини. «Бани Исаковича» стали вторым по времени возникновения гидропатическим заведением в Одессе. После смерти И. С. Исаковича бани перешли по наследству к его сыну, Самойло Исаковичу, который установил там новое, купленное за границей оборудование, превратив это заведение в банно-лечебное. В 1892 году в честь 25-летия со дня основания здание заведения было перестроено. В 1902 году на углу с Преображенской был построен корпус по ул. Кузнечной, 57. Сама водолечебница состояла из нескольких отделений: гидропатического, летнего минерального бассейна, пресных и минеральных ванн, душа, мраморной мужской бани и общих мужских и женских бань. Посетители также могли воспользоваться консультацией у постоянных врачей-специалистов. В советское время баня Исаковича продолжала обслуживать Одесский военный округ, и там также размещалось ателье по пошиву форменной одежды для офицерского состава.

## Семья
Основателем фамилии Исаковичей был караимский гахам и экзегет Исаак бен Шеломо, живший в конце XVIII — начале XIX века в Чуфут-Кале.
Дед — Шелеме (Соломон) Исаакович Исакович (1792—?), одесский 2-й гильдии купец, один из представителей новой формации караимских предпринимателей своего времени. Жил в Одессе с 1810-х годов, стал активно торговать в 1820-х годах. Владел магазином мануфактурных товаров в центре города. Неоднократно был приглашаем новороссийским генерал-губернатором М. С. Воронцовым в качестве участника совещаний о ходе торговли в Одессе. Будучи одним из попечителей Одесского караимского общественного училища, в 1858 году был награждён золотой медалью для ношения на шее на Станиславской ленте. В 1846 году Шелеме Исакович, его жена Султана Яковлева, их дети: Исаак, Яков, Сим, Мордохай, Еммануил, Самуил, Милька и Есфирь были удостоены Правительствующим Сенатом в звание потомственного почётного гражданства.
Жена — Рахиль Семёновна, урождённая Мангуби (1866 — ок. 1930), председатель правления Одесского караимского женского благотворительного общества со дня его основания и до упразднения (1907—1920).
- Сын — Александр-Даниил Самойлович Исакович (1883—1938, расстрелян)[22], доктор биологии Мюнхенского университета, член Императорского технического общества[2][4] и Одесского библиографического общества. После смерти отца продолжил семейное дело, пополнял его библиотеку[6]. В 1920-е годы — преподаватель Одесского института народного образования и Одесского государственного химико-фармацевтического института; специализация — экспериментальная биология, анатомия и физиология человека. Жил на ул. Троцкого, 45/1[23].
- Дочь — Анна Самойловна Исакович (псевдоним Анна Эль-Тур, в замужестве Калантарова; 1886—1954), русско-французская певица и музыкальный педагог[2].

Проживала семья Исаковичей в собственном доме на ул. Новосельского, 110.